# アイデアフラッド
アイデアフラッド合同会社（英: ideaflood LLC）は、インターネット、その他メディアを利用した各種コンテンツ、ドラマCD、ゲームシナリオ企画、コンサルティングを主な事業とする日本の企業。

## 概要
2010年に高橋竜之介と斯波まや（現 代表）が「ideaflood合同会社」として会社を設立。2012年に高橋が退任し、斯波まやが代表に就任するとともに「アイデアフラッド合同会社」と社名を改める。2014年に東京都新宿区住吉町にオフィスを移転。
2016年に東京都渋谷区代々木に移転。
『心が「キュン」となるコンテンツをクリエイト』をコンセプトに、シナリオ、デザイン制作受注、外部委託発注を主な業務とする。
そのほか、企画･制作進行管理及び楽曲提供業も行なう。
代表作はオリジナルコンテンツのスマホアプリ「私専用！愛され目覚まし」シリーズ等。
2020年1月6日、初となるオリジナルゲームアプリ「忍メンｰShinomen-」リリース。

## 主な関連作品

### アプリ
私専用！愛され目覚ましシリーズ
vol.1　白瀬　尊也（CV:梶裕貴）
vol.2　中坊　千景（CV:梶裕貴）
vol.3　東城　司（CV:前野智昭）
vol.4　ルディ（CV:鳥海浩輔）
忍メン-Shinomen-

### ゲーム
「相棒は英国男子〜君とディナーを〜」ザッパラスと共同
「サシノミ！！オフィスじゃ見れない素顔のカレ」DMM.comと共同

### ドラマCD
「相棒は英国男子〜君とディナーを〜」
「サシノミ！！オフィスじゃ見れない素顔のカレ」
「なむあみだ仏っ！-蓮台 UTENA- 仏様の人間界ぶらり旅 京都編～薬壺を求めて～」DMM.com、キュピラボと共同

### オーディオブック

#### 萌えで読む!シリーズ
- 「山男と男装の美女 ミツキイのジヨンニイ」/牧野信一
- 「或る少女の死まで」/室生犀星
- 「風立ちぬ」/堀 辰雄
- 「自殺を買う話」/橋本 五郎
- 「女生徒」/太宰治
- 「宇宙女囚第一号」/海野十三
- 「妻の日記+喪服の人形」/岸田國士
- 「女の膝」/小山内薫
- 「妖婦」/織田作之助
- 「追憶」/素木しづ
- 「死ね!」/豊島与志雄
- 「死後の恋」/夢野久作
- 「爪」/牧野信一
- 「蜘蛛の糸」/芥川龍之介
- 「買ひものをする女」/三宅 やす子
- 「山羊の歌」/中原中也

#### イケメン料理人シリーズ
- 「味覚馬鹿」/北大路魯山人
- 「塩鮭・塩鱒の茶漬け」/北大路魯山人
- 「甘鯛の姿焼き」/北大路魯山人
- 「琥珀揚げ」/北大路魯山人
- 「美味い豆腐の話」/北大路魯山人
- 「昆布とろの吸い物」/北大路魯山人
- 「料理の第一歩」/北大路魯山人
- 「日本料理の基礎観念」/北大路魯山人
- 「鍋料理の話」/北大路魯山人
- 「鮎の食い方」/北大路魯山人
- 「料理メモ」/北大路魯山人
- 「納豆の茶漬け」/北大路魯山人
- 「だしの取り方」/北大路魯山人
- 「若鮎の塩焼き」/北大路魯山人
- 「生き烏賊白味噌漬け」/北大路魯山人

#### 女子リレー朗読
- 「恋愛?結婚?めんどくせぇ!」/斯波 まや
- 「アラサー女と年下彼氏」/斯波 まや

#### 恋のひとりごと
- 「御園優奈」/斯波 まや
- 「涼川夏海」/ひろちか
- 「早川由里」/藤田貴宏

#### イケメン耳元名文学
- 「少女病」/田山花袋
- 「桜の樹の下には」/梶井基次郎
- 「満願」/太宰治
- 「少年」/谷崎潤一郎
- 「奥様探偵術」/夢野久作
- 「街の探偵」/海野十三

#### 道楽探偵シリーズ
- 「十時」/妹尾韶夫
- 「凍るアラベスク」/妹尾韶夫

#### プリンセスシリーズ
- 「灰だらけ姫～シンデレラ～」
- 「眠る森のお姫さま」

#### JS図書委員が読んでくれたらシリーズ
- 「二ひきの蛙」
- 「あし」
- 「手袋を買いに」
- 「ごん狐」
- 「牛をつないだ椿の木」
- 「赤い蝋燭」
- 「赤とんぼ」
- 「飴玉」
- 「おじいさんのランプ」
- 「たけのこ」

#### 活恋高校☆探偵部
- オリジナルドラマ「狙われた部室」
- 「流転」
- 「監獄部屋」
- 「偽刑事」
- 「山の神殺人」
- 「息を止める男」
- 「誘拐者」
- 「人造人間殺害事件」
- 「香水紳士」
- 「撞球室の七人」
- 「恋愛曲線」
- 「真珠塔の秘密」

#### キミに奏でるセレナーデ
- 「杜松の樹」
- 「ヘンゼルとグレーテル」
- 「星の銀貨」
- 「六羽の白鳥」
- 「ブレーメンの町楽隊」
- 「ルンペルシュチルツヒェン」
- 「おおかみと七ひきのこどもやぎ」
- 「かえるの王様」
- 「赤ずきんちゃん」

### その他
「百声繚乱 百人一首」/藤原定家
「たませんっ!～目玉焼き戦争～」/MAIKA/エバプロダクション
「俺がヒーローだっっっっっ!」/斯波 まや
「ヒメタン!」/Maika
「ルミナス」/Maika
「DeepShadow」/Maika
「坂口探偵事務所~オズジャートな双子」/Maika